# جلال نهاوندی
جلال نهاوندی معروف به شیخ جلال نهاوندی از سیاستمداران ایرانی بود، که در دوره پنجم بعنوان نماینده ملایر، نهاوند و تویسرکان در مجلس شورای ملی حضور داشت.